# Emirat de Bauchi
L'emirat de Bauchi és un estat tradicional de Nigèria fundat pels fulani als inicis del segle xix en el que ara és l'estat de Bauchi, Nigèria, amb la seva capital a la ciutat de Bauchi. L'emirat va estar sota protecció britànica en l'era colonial, i és ara classificat com un estat tradicional.
Abans de la conquesta fulani el territori de Bauchi va ser habitada per un gran nombre de petites tribus, algunes de les quals parlaven llengües relacionades amb la llengua hausa, i alguns eren musulmans. La regió de Bauchi va ser conquerida entre 1809 i 1818 per guerres fulanis o fulbes dirigits per un xeic anomenat Yakoba o Yakubu, el fill d'un governant local Jarawa que havia estat educat a Sokoto i hi havia estudiat sota Usman dan Fodio.
L'emirat va quedar sota govern fulbe o fulani fins que el 1902 una expedició britànica va ocupar la capital sense lluitar. Els britànics van abolir el comerç d'esclaus, el qual havia florit fins llavors, i van nomenar un nou emir que va morir uns quants mesos més tard. El 1904 l'emir que l'havia substituït va jurar fidelitat a la corona britànica.

## Emirs
Governants de l'emirat de Bauchi, amb el títol de Lamido:
| Inici                 | Final          | Governant                                           |
| --------------------- | -------------- | --------------------------------------------------- |
| 1805                  | 1845           | Yaqubu I dan Dadi (n. 1753 - + 1845)                |
| 1845                  | 1877           | Ibrahima dan Yaqubu                                 |
| 1877                  | 1883           | Usman dan Ibrahima                                  |
| 1883                  | 1902           | Umaru dan Salamanu                                  |
| 1902                  | 1902           | Muhammadu dan Ibrahima (+ 1902)                     |
| 1903                  | 1907           | Hasan dan Mamudu (+ 1907)                           |
| 1907                  | 1941           | Ya`qubu II dan Usman (+1941)                        |
| 1941                  | 28 Sep 1954    | Yaqubu III dan Umaru                                |
| Maig 1955             | vers 1981      | Adama Jumba dan Yaqubu                              |
| 27 juliol 1982        | 24 juliol 2010 | Suleiman Adamu (†24 de juliol del 2010 amb 77 anys) |
| 29 de juliol del 2010 |                | Rilwanu Suleimanu Adamu (n. 1970)                   |